# Ácsteszér
Ácsteszér é um município da Hungria, situado no condado de Komárom-Esztergom. Tem 17,71 km² de área e sua população em 2019 foi estimada em 696 habitantes.